# Tampa Stadium
Das Tampa Stadium war ein American-Football-Stadion in der US-amerikanischen Stadt Tampa im Bundesstaat Florida. Es war von 1976 bis 1997 die Heimspielstätte der Tampa Bay Buccaneers aus der National Football League (NFL). Es wurde 1998 nach dem Bau des Raymond James Stadium, das manchmal auch „The New Sombrero“ genannt wird (in Erinnerung an seinen Vorgänger trotz seines unrunden Designs) abgerissen.

## Super Bowls
Der Super Bowl wurde zwei Mal im Stadion ausgetragen. Am 22. Januar 1984 fand der Super Bowl XVIII zwischen den Los Angeles Raiders und den Washington Redskins statt. Das Spiel endete 38:9 für die Los Angeles Raiders. Der Super Bowl XXV fand am 27. Januar 1991 zwischen den New York Giants und den Buffalo Bills statt. Das Spiel endete 20:19 für die New York Giants.